# Roman Bürki
Roman Bürki (Münsingen, 14 februari 1990) is een Zwitsers voetballer die als doelman speelt. Hij verruilde SC Freiburg in juli 2015 voor Borussia Dortmund. Bürki debuteerde in 2014 in het Zwitsers voetbalelftal.

## Clubcarrière

### Zwitserland
Bürki speelde in de jeugd voor FC Münsingen en BSC Young Boys. Om wedstrijdervaring op te doen verhuurde BSC Young Boys hem aan FC Thun, FC Schaffhausen en Grasshopper. In 2013 werd hij voor €600.000 verkocht aan Grasshopper Club Zürich, waar hij in de twee voorgaande seizoenen op huurbasis speelde en eerste doelman was. Bürki tekende een contract voor drie seizoenen met een optie voor een vierde jaar. In 2,5 seizoen kwam Bürki tot 122 wedstrijden voor de club, waarmee in hij 2013 de Zwitserse beker won.

### SC Freiburg
Na één jaar vertrok hij naar SC Freiburg, als opvolger van Oliver Baumann, die vertrok naar 1899 Hoffenheim. Daarmee degradeerde hij na zijn eerste seizoen naar de 2. Bundesliga, hoewel hij alle Bundesligawedstrijden speelde dat seizoen.

### Borussia Dortmund
Bürki vertrok daarop weer na één jaar naar een nieuwe club, ditmaal Borussia Dortmund, de nummer zeven in de Bundesliga van het voorgaande seizoen. In zijn tweede seizoen bij de club won Bürki de DFB-Pokal. In de finale werd Eintracht Frankfurt met 1-2 verslagen. In het seizoen 2017/18 werd hij de eerste Bundesliga-keeper die een clean sheet hield in de eerste vijf speelrondes van het seizoen. In het seizoen 2019/20 won Borussia Dortmund, de Duitse supercup van Bayern München, hoewel Bürki destijds geblesseerd was.
| Seizoen                              | Club              | Competitie       | Competitie | Competitie | Beker | Beker | Internationaal | Internationaal | Overig | Overig | Totaal | Totaal |
| Seizoen                              | Club              | Competitie       | Wed.       | Dlp.       | Wed.  | Dlp.  | Wed.           | Dlp.           | Wed.   | Dlp.   | Wed.   | Dlp.   |
| ------------------------------------ | ----------------- | ---------------- | ---------- | ---------- | ----- | ----- | -------------- | -------------- | ------ | ------ | ------ | ------ |
| 2009/10                              | → FC Thun         | Challenge League | 4          | 0          | 2     | 0     | —              | —              | 0      | 0      | 6      | 0      |
| 2009/10                              | → FC Schaffhausen | Challenge League | 9          | 0          | 0     | 0     | —              | —              | 2      | 0      | 11     | 0      |
| 2010/11                              | Young Boys        | Super League     | 2          | 0          | 2     | 0     | 2              | 0              | 0      | 0      | 6      | 0      |
| 2010/11                              | Grasshopper       | Super League     | 11         | 0          | 0     | 0     | —              | —              | 2      | 0      | 11     | 0      |
| 2011/12                              | Grasshopper       | Super League     | 31         | 0          | 0     | 0     | —              | —              | 0      | 0      | 31     | 0      |
| 2012/13                              | Grasshopper       | Super League     | 34         | 0          | 4     | 0     | —              | —              | 0      | 0      | 38     | 0      |
| 2013/14                              | Grasshopper       | Super League     | 34         | 0          | 4     | 0     | 4              | 0              | 0      | 0      | 42     | 0      |
| 2014/15                              | SC Freiburg       | Bundesliga       | 34         | 0          | 2     | 0     | —              | —              | 0      | 0      | 36     | 0      |
| 2015/16                              | Borussia Dortmund | Bundesliga       | 33         | 0          | 6     | 0     | 3              | 0              | 0      | 0      | 42     | 0      |
| 2016/17                              | Borussia Dortmund | Bundesliga       | 27         | 0          | 4     | 0     | 8              | 0              | 1      | 0      | 40     | 0      |
| 2017/18                              | Borussia Dortmund | Bundesliga       | 33         | 0          | 3     | 0     | 10             | 0              | 1      | 0      | 47     | 0      |
| 2018/19                              | Borussia Dortmund | Bundesliga       | 32         | 0          | 1     | 0     | 7              | 0              | 0      | 0      | 40     | 0      |
| 2019/20                              | Borussia Dortmund | Bundesliga       | 31         | 0          | 0     | 0     | 8              | 0              | 0      | 0      | 39     | 0      |
| 2020/21                              | Borussia Dortmund | Bundesliga       | 16         | 0          | 0     | 0     | 4              | 0              | 0      | 0      | 20     | 0      |
| Carrière totaal                      | Carrière totaal   | Carrière totaal  | 331        | 0          | 28    | 0     | 46             | 0              | 6      | 0      | 411    | 0      |
| Bijgewerkt tot en met 14 april 2021. |                   |                  |            |            |       |       |                |                |        |        |        |        |

## Interlandcarrière
Bürki speelde twaalf interlands voor Zwitserland –21. Hij zag het Europees kampioenschap onder 21 in 2011 in Denemarken aan zijn neus voorbij gaan door een blessure. In mei 2014 werd Bürki door bondscoach Ottmar Hitzfeld opgenomen in de selectie voor het wereldkampioenschap voetbal 2014 in Brazilië, hoewel hij nog geen interland speelde in het Zwitsers voetbalelftal. Clubgenoot Michael Lang (tevens Zwitserland) was ook actief op het toernooi. Op het toernooi kwam hij niet in actie. Uiteindelijk maakte hij onder leiding van bondscoach Vladimir Petković op 18 november 2014 zijn debuut in het nationale team, toen hij in de basis stond in de oefeninterland in en tegen Polen (2-2) in Wrocław.
Met Zwitserland nam Bürki als reservedoelman deel aan het Europees kampioenschap voetbal 2016 in Frankrijk. Het land werd na strafschoppen uitgeschakeld in de achtste finale door Polen (1–1, 4–5). Bürki maakte eveneens deel uit van de Zwitserse ploeg, die deelnam aan de WK-eindronde 2018 in Rusland. Daar eindigde de selectie onder leiding van bondscoach Vladimir Petković als tweede in groep E, achter Brazilië (1–1) maar voor Servië (2–1) en Costa Rica (2–2). In de achtste finales ging Zwitserland vervolgens op dinsdag 3 juli met 1–0 onderuit tegen Zweden door een treffer van Emil Forsberg, waarna de thuisreis geboekt kon worden. Bürki kwam tijdens het toernooi niet in actie voor de nationale ploeg.

## Erelijst
| Competitie            |             |                  |             |             |
| Competitie            | Aantal      | Jaren            |             |             |
| Grasshopper           | Grasshopper | Grasshopper      | Grasshopper | Grasshopper |
| --------------------- | ----------- | ---------------- | ----------- | ----------- |
| Beker van Zwitserland | 1x          | 2012/13          |             |             |
| Borussia Dortmund     |             |                  |             |             |
| DFB-Pokal             | 2x          | 2016/17, 2020/21 |             |             |
| Duitse supercup       | 1x          | 2019             |             |             |

## Persoonlijk
De tweelingbroer van Bürki, Marco Bürki, is eveneens voetballer.